# Лобанов-Ростовський Яків Іванович (1760)
Лобанов-Ростовський Яків Іванович (25 березня 1760 — 18 грудня 1831) — російський державний діяч; син князя І. І. Лобанова-Ростовського; брат князів Олександра і Дмитра Лобанова-Ростовського.
Належав до роду Лобанових-Ростовських. Син ротмістра кінної гвардії Івана Івановича Лобанова-Ростовського і Катерини Олександрівни Куракіної. Народився 23 березня (3 квітня) 1760 року. У 1781 році вступив на службу до Семенівського полку, де прослужив до чину капітана. У 1784 році йому було надано чин камер-юнкера. 
У 1793 році стає камергером. У 1794 році, завдяки родинним зв'язкам з графом П. І. Паніним та князем М. В. Рєпніним, він отримав призначення обер-прокурора 5-го департаменту Сенату. Потім його було призначено до Москви спостерігати за справами в Московських департаментах Сенату та присутніх місцях губернії, а також керувати театрами. За Олександра I отримав посаду сенатора і члена Московської опікунської ради.
У 1808 році був призначений малоросійським генерал-губернатором і в 1810 році отримав чин дійсного таємного радника за організацію заготівлі продовольства для Молдавської армії. У 1812 році ним було сформовано, за власною ініціативою, 17 малоросійських козацьких полків, які були висунуті в Тулу і Калугу, а для захисту Малоросії зібрано земське ополчення. При цьому щоби подалати недовіру місцевого населення вимушен був пообіцяти козакам, що створене ними Українське військо після війни не розформують і козаки залишаться на військовій службі. Комітет міністрів тоді засудив вчинок
генерал-губернатора, вказавши на перевищення ним повноважень, але не відшкодував козакам їхніх витрат на озброєння, що коштувало й тоді вже чимало – 100 руб. на козака. Крім того, їхніх коней і зброю забрали до скарбниці.
1810 року вступив у суперчку з місцевою владою міст генерал-губернаторства щодо розміру мит з виготовлення та продажу алкогольних напоїв і територію їх поширення, але до завершення своєї каденції не зміг вирішити суперечку.
У Полтаві за його ініціативи було відкрито перший театр на Колонійській вулиці (сьогодня вул.Сковороди). Простояла до 1852 року, коли була знесена за старістю.
У 1816 році отримав призначення до Державної Ради, 20 квітня того ж року він був призначений до комісії прохань, що подаються на найвище ім'я, але через чотири роки, в 1820 році, відмовився від цієї посади. У 1826 році був призначений до Верховного кримінального суду у справі декабристів. Було нагороджено Орденом св. Володимира 1-го ступеня. Призначено потім головою департаменту законів і членом комітету міністрів, в 1827 році його було призначено головою департаменту цивільних і духовних справ Державної Ради, а в 1829 було підвищено до обер-камергерів.

## Родина
1784 року одружився на Олександрі Салтиковій (1764—1829), донькою сенатора Миколи Салтикова. У шлюбі народилося семеро синів і дві доньки:
- Іван (1785-1788), помер від сухот,
- Микола (1786-1788)
- Олександр (1788-1866), генерал-майор
- Марія (1789-1854), з 1809 була одружена з обер-гофмейстером К. А. Наришкіним.
- Володимир (1791-1797)
- Дмитро (1792-1797)
- Олексій (1795-1848), генерал-лейтенант
- Григорій (1797 - ?)
- Катерина (1798-?)